# Euthelepus abranchiatus
Euthelepus abranchiatus är en ringmaskart som beskrevs av Hartman och Fauchald 1971. Euthelepus abranchiatus ingår i släktet Euthelepus och familjen Terebellidae. Inga underarter finns listade i Catalogue of Life.